# Марьяновка (Верхнеднепровский район)
Марья́новка (укр. Мар'янівка) — село,
Дмитровский сельский совет,
Верхнеднепровский район,
Днепропетровская область,
Украина.
Код КОАТУУ — 1221084106. Население по переписи 2001 года составляло 131 человек.

## Географическое положение
Село Марьяновка примыкает к селу Дмитровка, на расстоянии до 2-х км от села Кушнарёвка.
Рядом проходит автомобильная дорога Т-0423.